# René Lotz

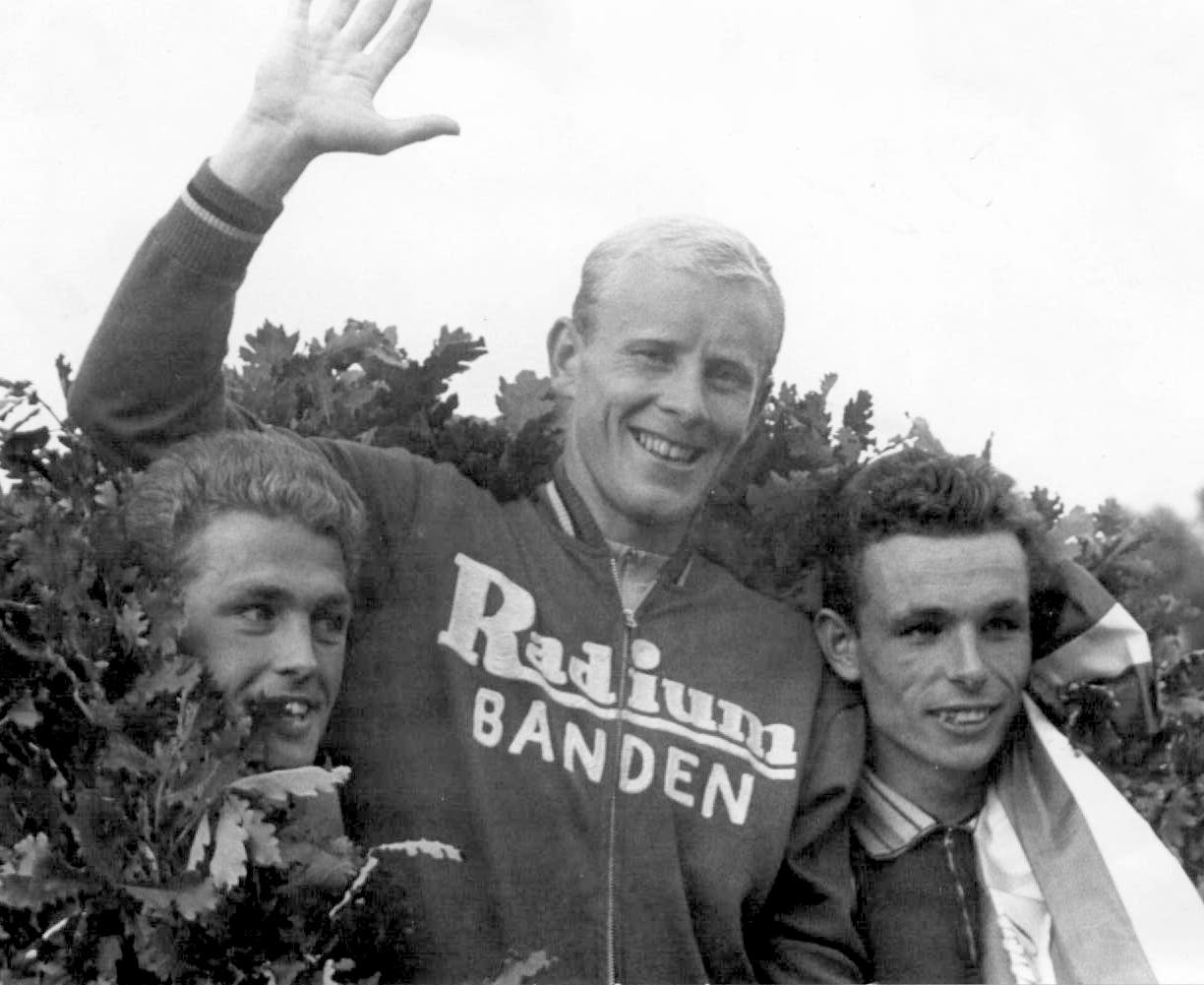
René Lotz Österreich-Rundfahrt 1960

Cornelis Gerardus René Lotz (* 18. April 1938 in Stein (Niederlande)) ist ein ehemaliger niederländischer Radrennfahrer.

## Sportliche Laufbahn
Lotz war Teilnehmer der Olympischen Sommerspiele 1960 in Rom. Im olympischen Straßenrennen schied er beim Sieg von Wiktor Kapitonow aus. Im Mannschaftszeitfahren wurde er mit dem Vierer der Niederlande mit Jan Hugens, Ab Sluis und Lex van Kreuningen Vierter.
Als Amateur gewann er 1958 die Ronde van Midden-Nederland und den Omloop der Kempen. 1960 siegte er in der Österreich-Rundfahrt.
1961 wurde er Berufsfahrer im Radsportteam Helyett-Hutchinson. In der Vuelta a España 1961 schied er aus. Zum Ende der Saison beendete er jedoch bereits seine sportliche Laufbahn.  